# Jarrad Branthwaite
Jarrad Branthwaite (ur. 27 czerwca 2002 w Carlisle) – angielski piłkarz, występujący na pozycji obrońcy w angielskim klubie Everton F.C. oraz w reprezentacji Anglii U-21.

## Kariera
Na podstawie:
| Klub                  | Miasto    | Debiut                                                         | Sukcesy                   | Mecze w międzynarodowych pucharach                                                            |
| --------------------- | --------- | -------------------------------------------------------------- | ------------------------- | --------------------------------------------------------------------------------------------- |
| Carlisle United F.C.  | Carlisle  | 24 września 2019 Carlisle United F.C. 2:4 Wolverhampton (U-21) | –                         | –                                                                                             |
| Everton F.C.          | Liverpool | 12 lipca 2020 Wolverhampton 3:0 Everton F.C.                   | –                         | –                                                                                             |
| Blackburn Rovers F.C. | Blackburn | 16 stycznia 2021 Blackburn Rovers F.C. 1:1 Stoke City          | –                         | –                                                                                             |
| PSV Eindhoven         | Eindhoven | 5 sierpnia 2022 Willem II 1:1 PSV Eindhoven                    | - Puchar Holandii 2022/23 | Kwalifikacje do LM 2022/23: PSV Eindhoven 3:2 AS Monaco Rangers FC 2:2 PSV Eindhoven          |
| PSV Eindhoven         | Eindhoven | 5 sierpnia 2022 Willem II 1:1 PSV Eindhoven                    | - Puchar Holandii 2022/23 | Liga Europy 2022/23: PSV Eindhoven 2:0 Arsenal FC Sevilla FC 3:0 PSV Eindhoven 2:0 Sevilla FC |

## Statystyki

### Klubowe[2][3]
(aktualne na dzień 27 czerwca 2023)
| Klub                  | Sezon   | Liga             | Liga  | Liga   | Puchar krajowy | Puchar krajowy | Kontynentalne | Kontynentalne | Suma  | Suma   |
| Klub                  | Sezon   | Liga             | Mecze | Bramki | Mecze          | Bramki         | Mecze         | Bramki        | Mecze | Bramki |
| --------------------- | ------- | ---------------- | ----- | ------ | -------------- | -------------- | ------------- | ------------- | ----- | ------ |
| Carlisle United F.C.  | 2018/19 | EFL League Two   | 0     | 0      | 0              | 0              | –             | –             | 0     | 0      |
| Carlisle United F.C.  | 2019/20 | EFL League Two   | 9     | 0      | 5              | 1              | –             | –             | 14    | 1      |
| Carlisle United F.C.  | Łącznie | Łącznie          | 9     | 0      | 5              | 1              | 0             | 0             | 14    | 1      |
| Everton F.C.          | 2019/20 | Premier League   | 4     | 0      | 0              | 0              | –             | –             | 4     | 0      |
| Everton F.C.          | 2020/21 | Premier League   | 0     | 0      | 1              | 0              | –             | –             | 1     | 0      |
| Everton F.C.          | Łącznie | Łącznie          | 4     | 0      | 1              | 0              | 0             | 0             | 5     | 0      |
| Blackburn Rovers F.C. | 2020/21 | EFL Championship | 10    | 0      | 0              | 0              | –             | –             | 10    | 0      |
| Blackburn Rovers F.C. | Łącznie | Łącznie          | 10    | 0      | 0              | 0              | 0             | 0             | 10    | 0      |
| Everton F.C.          | 2021/22 | Premier League   | 6     | 1      | 2              | 0              | –             | –             | 8     | 1      |
| Everton F.C.          | Łącznie | Łącznie          | 6     | 1      | 2              | 0              | 0             | 0             | 8     | 1      |
| PSV Eindhoven         | 2022/23 | Eredivisie       | 28    | 2      | 4              | 2              | 5             | 0             | 26    | 9      |
| PSV Eindhoven         | Łącznie | Łącznie          | 28    | 2      | 4              | 2              | 5             | 0             | 37    | 4      |
| PSV Eindhoven         | Łącznie | Łącznie          | 57    | 3      | 12             | 3              | 5             | 0             | 74    | 6      |

### Reprezentacyjne[4]
(aktualne na dzień 27 maja 2023)
| Występy i gole w reprezentacji U-21 | Występy i gole w reprezentacji U-21 | Występy i gole w reprezentacji U-21 | Występy i gole w reprezentacji U-21 | Występy i gole w reprezentacji U-21 | Występy i gole w reprezentacji U-21 | Występy i gole w reprezentacji U-21 | Występy i gole w reprezentacji U-21 | Występy i gole w reprezentacji U-21 |
| Lp.                                 | Data                                | Miasto                              | Przeciwnik                          | Wynik                               | Czas                                | Gole                                | Inne                                | Rozgrywki                           |
| ----------------------------------- | ----------------------------------- | ----------------------------------- | ----------------------------------- | ----------------------------------- | ----------------------------------- | ----------------------------------- | ----------------------------------- | ----------------------------------- |
| 1.                                  | 10.06.2023                          | Burton upon Trent                   | Japonia U-22                        | 0:2 (0:0)                           | 76'–90'                             |                                     |                                     | mecz towarzyski                     |

## Osiągnięcia
Na podstawie:

### Klubowe
(aktualne na dzień 27 czerwca 2023)
- Puchar Holandii 2022/23

### Reprezentacyjne
(aktualne na dzień 27 czerwca 2023)
Brak ważniejszych osiągnięć.